# Estratègia de continguts
El concepte estratègia de continguts fa referència a la planificació, el desenvolupament i la gestió de contingut informatiu, escrit o en altres formats. El terme és d’ús comú en el desenvolupament web des de finals dels anys 90 del segle xx. Forma part, en certa manera, de la disciplina de disseny de l'experiència d'usuari, però també abasta altres àrees d'anàlisi i desenvolupament, com les eines de gestió de continguts, l'analítica web o la comunicació tècnica.

## Definicions
L'estratègia de continguts ha estat descrita com "...la pràctica de la planificació de la creació de continguts, el seu lliurament i governament". i "un sistema cíclic que defineix tot el procés de desenvolupament de contingut editorial per a un projecte de desenvolupament de llocs web."
Rachel Lovinger va descriure l'objectiu de l'estratègia de continguts com l'ús de "... les paraules i les dades per crear contingut inequívoc que produeixi experiències interactives i significatives." (“Content Strategy: The Philosophy of Data”, article publicat el 2007). En aquest text, Lovinger hi va afegir la següent analogia: "l'estratègia de continguts és per a la redacció publicitària allò que l’arquitectura de la informació és per al disseny".
La Content Strategy Alliance (Aliança en estratègia de continguts), que és la primera organització d'estratègia de continguts internacional, defineix l'estratègia de continguts com "L’obtenció del contingut correcte per a l'usuari correcte en el moment adequat a través de la planificació estratègica de la creació de continguts, del lliurament i del bon govern." 
Moltes organitzacions i individus tendeixen a confondre els estrategs de contingut amb redactors o amb editors. Tanmateix, l'estratègia de continguts és "alguna cosa més que la paraula escrita", segons el professor Brett Atwood, de la Washington State University. Per exemple, Atwood recorda que un estrateg també "ha de considerar la forma en què el seu contingut es pot redistribuir i/o reformular per altres canals de distribució".
Els estrategs de continguts s'han d’esforçar per aconseguir que el seu contingut sigui llegible i comprensible, localitzable, processable i que es pugui tornar a distribuir en totes les formes possibles.
El propòsit de l'estratègia de continguts s'ha descrit també com l'assoliment dels objectius de negoci, maximitzant l'impacte dels continguts.
A més, s'ha proposat també que l'estrateg de continguts assumeix la funció de caçador de tendències o de curador del bagatge informatiu de l'organització per a la qual treballa. Com un comissari artístic d'exposicions d'un museu, l'estrateg tamisa i identifica les peces clau del contingut arxivat que poden combinar-se de manera diferent creant un nou significat i generant estímuls interessants. En un article de 2009, Erin Scime va posar de manifest aquesta nova faceta de curador digital que assumeix l'estrateg: "aproximar-se al contingut d’una empresa tot seleccionant-lo i posant-lo estratègicament per atreure’n l'audiència, transmetre’n un missatge i provocar-ne la seva acció".

## Professionals que la practiquen
Un individu que practica l'estratègia de continguts com a disciplina es coneix com un estrateg de contingut. Aquests professionals defineixen, apliquen i controlen l'eficiència de l'estratègia de continguts. La seva aportació depèn en gran manera del seu nivell acadèmic i experiència professional.
Alguns estrategs estan especialitzats en l'anàlisi de continguts, que implica la manipulació de metadades, la generació de taxonomies, l'optimització semàntica per a motors de cerca, la localització de llacunes informatives, l'avaluació de la consistència i eficàcia dels missatges, la identificació de tendències i el control dels canvis estratègics introduïts.
Altres dissenyen estratègies editorials orientades a Internet, generen directrius i construeixen eines i protocols que poden suposar canvis en les organitzacions per a les quals treballen. Aquests estrategs solen dissenyar nous formats de continguts, com missatges multimèdia, o definir diferents solucions tecnològiques per a la gestió de la presència de l'organització a les xarxes, com, per exemple, l'ús de microblogging.
Un altre corrent de l'estratègia de continguts s'orienta a la concreció dels objectius establerts en l'arquitectura de la informació del lloc web de l'organització. En aquest cas, el camp de treball de l'estrateg es limita a l'escriptura de contingut i a l'adaptació de les pàgines existents.
Tots els estrategs de contingut estan familiaritzats amb una àmplia gamma d'aplicacions i eines, i sovint són responsables d'implementar i capacitar les persones que hauran de fer-les servir.

## Evolució i tendències
L'estratègia de continguts, lluny de respondre a un cànon inamovible, s'està expandint cap a tres segments complementaris. D'una banda, la seva proximitat a l'obtenció de resultats en l'empresa la vincula al Màrqueting de continguts, així com a la seva derivació, l'inbound màrqueting.
D'altra banda, els sectors tecnològics estan impulsant la incorporació d'estratègies de contingut intel·ligent, que dissecciona els missatges en components i unitats informatives interdependents, facilitant, mitjançant la seva combinació, la creació d'infinites possibilitats de contingut molt eficaç i amb un impacte positiu en els comptes de resultats de les empreses. Aquest tipus de contingut intel·ligent, d'altra banda, és més fàcil de presentar en dispositius mòbils.
Finalment, un tercer sector molt minoritari de consultors en estratègies de continguts contempla els processos de concepció, planificació, creació i publicació i control com tot un procés viu d'innovació en la comunicació d'empreses i institucions sobre qualsevol tipus de format, de manera que es converteix en una cultura d'empresa. Des d'aquesta perspectiva, el contingut intel·ligent és un conjunt de mètodes de treball i el màrqueting de continguts aplega, en tots els seus àmbits de desenvolupament, tàctiques a curt termini per aconseguir resultats econòmics immediats.
Des d'aquest tercer segment sorgeixen noves tendències com l'Slow Content, contingut en línia de consum pausat per a lectors que busquen la satisfacció de la seva curiositat en explicacions suficients, documentades i extenses "en una positiva experiència d'usuari". O com l'Adaptive Content, que permet ajustar automàticament el missatge a les característiques del dispositiu de lectura.